# Vrilletta expansa
Vrilletta expansa là một loài bọ cánh cứng thuộc họ Ptinidae.